# Caloptilia dogmatica
Caloptilia dogmatica là một loài bướm đêm thuộc họ Gracillariidae. Nó được tìm thấy ở Sri Lanka và Thái Lan.